# Marija Korkina
Marija Wasiljewna Korkina (ros. Мария Васильевна Коркина; ur. 8 sierpnia 1926 w Permie, zm. 14 czerwca 2012) – radziecki i rosyjski lekarz psychiatra, doktor nauk medycznych, zasłużona profesorka Rosyjskiego Uniwersytetu Przyjaźni Narodów, uhonorowana tytułami „Zasłużony Lekarz RFSRR” i „Zasłużony Działacz Nauki RFSRR”. Kierowała Katedrą Psychiatrii i Psychologii Medycznej na Rosyjskim Uniwersytecie Przyjaźni Narodów, była autorką ponad 350 publikacji, w tym podręczników akademickich.

## Niektóre prace
- М.В. Коркина, Н.Д. Лакосина, А.Е. Личко, И.И. Сергеев: Психиатрия. Wyd. III. Moskwa: МЕДпресс-информ, 2006, seria: podręcznik akademicki. ISBN 5-98322-217-1. (ros.). Brak numerów stron w książce